# Апалачи (племе)
Апалачи (на английски: Apalachee) е северноамериканско индианско племе, което в началото на колониалния период живее в района на залива Апалачи в северозападна Флорида и южна Джорджия. Историческата им родина се простира между реките Оклокони и Окила, а селата им са разположени главно около днешния Талахаси, столицата на Флорида. Езикът апалачи е клон на Мускогското езиково семейство, който е изчезнал днес. През 1997 г. Групата Талимали на апалачите, чиито около 300 членове претендират за апалачи потекло подават иск за федерално признаване до Американското правителство.

## Свързани групи
През 16 век и 17 век в територията на апалачите живеят още три групи от местното население, тясно свързани помежду си.
- амакано
- чине
- пакара

Историята на тези три групи е идентична с историята на апалачите. През 1675 г. от тях остават общо около 300 души, които са събрани в мисията Сан Луис де Апалачи. От 1704 г. трите племена изчезват като вероятно са абсорбирани от апалачите.

## Култура
Апалачите са наследници на Културата Мисисипи, която обхваща обширни райони от Северна Америка и се характеризира със сложните йерархично подредени общества, развито земеделие, големи градове и строителството на големи церемониални могили. В един град на апалачите има от 30 до 200 жилища, представляващи дървени постройки измазани с кал и с покриви от палмови листа, които са групирани около голям площад, използван за социални и церемониални цели. Къщите на върховния вожд, Домът на Съвета и религиозните храмове са доста по-големи от обикновените жилища и са построени върху високи могили. Селищата обикновено се строели близо до някой воден басейн, в който хората да могат да ловят риба и земноводни. Основно храната обаче идва от развитото земеделие. Основни селскостопански култури са царевицата (няколко нейни сорта), слънчоглед, тикви и боб. Отделно от това хората събират диви плодове, ядки и различни растения, и ловуват елени, мечки, зайци и други дребни животни. Инструментите и оръжията си изработват главно от камък, дърво и кости. От изкуствата добре развити са грънчарството, тъкачеството и кошничарството. Смята се, че апалачите са най-развитото племе на Флорида, с многобройно население и сложно общество. Обществото им е йерархично построено, делящо се на висша класа и обикновени хора. Висшата класа е формирана от вождовете, изтъкнатите войни, религиозните лидери и техните семейства. За тях се грижат обикновените хора. Тяхна задача е да осигурят всичко необходимо, както на благородниците и техните семейства, така и на обществото като цяло.

## История
Въпреки че са познати на ранните испански селища във Флорида, най-добрите сведения за апалачите идват от експедициите на Панфило де Нарваес през 1528 г.и на Ернандо де Сото през 1539 г. Именно Нарваес дава името апалачи на цялата област около залива и самия залив, както и на хората живеещи тук, взимайки го от града Апалачи, намиращ се до днешния Талахаси. Експедицията на Нарваес е посрещната враждебно от апалачите и е прогонена обратно в морето. През 1539 г. Ернандо де Сото акостира на западния бряг на Флорида в близост до залива Тампа. С 600 добре въоръжени мъже той поема на север към страната на апалачите. Научавайки от свои съюзници на юг за пристигането на де Сото и имайки опит от предишното идване на испанците, апалачите ги чакат с готови оръжия. Когато Де Сото навлиза в страната им се знаело, че испанците посичат всеки индианец изпречил се на пътя им. Де Сото превзема едно тяхно село, наречено Анхаика и прекарва зимата в него, въпреки враждебността и постоянните нападения от страна на апалачите. През пролетта на 1540 г. Де Сото и хората му напущат и продължават похода си на север. Апалачите продължават да се съпротивляват успешно срещу испанскат експанзия до 1600 г. Накрая племето е покорено и християнизирано, а страната им се превръща в най-важния център на мисионерството след Сан Августин. От 1670те обаче от север различни индиански групи, подтиквани от англичаните в Каролина, започват серия от нападения срещу мирните индианци и испанските мисии на юг. Тези нападения стигат далеч навътре във Флорида и имат опустошителен ефект. Нападения достигат своята кулминация през 1703 г., когато губернаторът на Каролина заедно с хиляди индиански съюзници и бели авантюристи нахлуват в родината на апалачите. Градовете и мисиите са разрушени и около 200 войни апалачи и испанския гарнизон са убити. Нападателите отвеждат със себе си и над 1400 пленници, които продават в робство. Друга такава експедиция на следващата година довършва унищожението на племето. Тези, които успяват да се спасят стават бегълци при приятелски племена или бягат при французите в Мобил. От Мобил, през 1763 г. те последват французите на запад в Луизиана и се установяват в Байо Рапидс. Някои апалачи, които живеят при племето пенсакола се завръщат в родината си през 1718 г. и се установяват в Алачуа. През 1764 г. повечето от тях отиват с испанците в Мексико или Куба.

## Съвременните апалачи
В Луизиана, бегълците апалачи продължават да живеят мирно през останалите години на 18 и 19 век като силно се смесват с цветнокожото и бяло население. Някои закони приети в края на 19 век и началото на 20 век ги определят като цветнокожи, а не като индианци. В края на 20 век около 300 техни потомци претендират за апалачи потекло и през 1997 г. подават иск за федерално признаване.